# Hautcreme

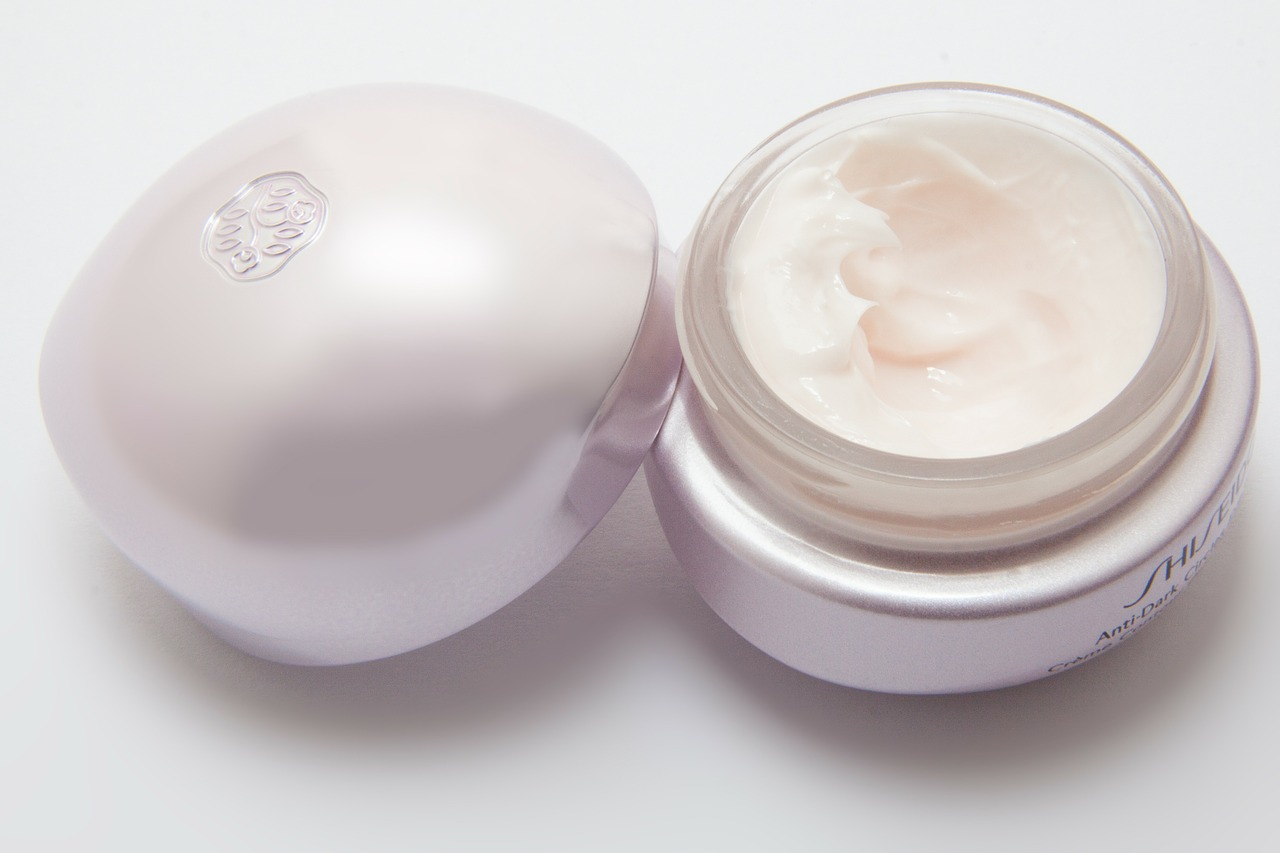
Creme

Eine Hautcreme (oder kurz auch Creme genannt) ist eine halbfeste streichfähige Zubereitung zum Auftragen auf die Haut. Sie besteht aus einer wässrigen (hydrophilen) und einer öligen bzw. fetten (lipophilen) Komponente, von der die eine emulsionsartig in der anderen verteilt ist.

## Physikalischer Aufbau
Physikalisch gesehen haben Cremes meistens einen komplexen Aufbau, der hauptsächlich die Strukturen von Emulsionen und Gelen vereint. Emulsionen stellen mehrphasige Flüssig-in-flüssig-Dispersionen aus lipophilen und wässrigen Komponenten dar. Der Zusatz eines Emulgators ermöglicht die stabile Verteilung der dispersen Phase in der kontinuierlichen Phase. Der halbfeste Charakter einer Creme, durch den sie sich von einer Emulsion im engeren Sinne, welche ein fließfähiges System ist, unterscheidet, entsteht durch das Vorhandensein von gelartigen Gerüststrukturen in der Grundlage.  Der halbfeste Zustand trägt ebenfalls zur Aufrechterhaltung des dispersen Zustandes bei, da er eine Phasentrennung, also die Auftrennung in wässrige und in fettige/ölige Komponenten, mechanisch erschwert.
Man unterscheidet mit Wasser abwaschbare Cremes (hydrophile Creme vom O/W-Typ, d. h. Öl in Wasser), in denen die öligen Bestandteile fein verteilt in einer kohärenten wässrigen Phase vorliegen, von den nicht abwaschbaren Cremes (lipophile Creme vom W/O-Typ, d. h. Wasser in Öl), in denen die wässrige Komponente in der öligen Phase dispergiert ist. Daneben gibt es Cremes, die weder eindeutig dem O/W- noch dem W/O-Typ zuzuordnen sind, sondern die aus gelartig, kohärent ineinander verteilter lipophiler und hydrophiler Phase bestehen (amphiphile Creme). Auch Strukturen einer Mehrfachemulsion vom Typ W/O/W-Emulsion werden diskutiert. Hier soll die innere Phase wiederum in Form einer Emulsion vorliegen. In die innere Ölphase sind nochmals kleinste Wassertröpfchen eingelagert. Dieser Emulsionstyp soll die Vorteile von W/O-Emulsionen und O/W-Emulsionen in sich vereinen.
Ein niedriger Wasseranteil verleiht einer Creme salbenartige Eigenschaften, das Einarbeiten größerer Mengen feinst vermahlener Feststoffe führt zu einer pastösen Konsistenz.

## Abgrenzung

Einordnung der Begrifflichkeiten

Pharmazeutisch gibt es eine klare Unterscheidung zwischen Cremes und Salben: Cremes sind mehrphasige Zubereitungen, während Salben aus einer einphasigen Grundlage bestehen. Umgangssprachlich werden die beiden Begriffe Creme und Salbe aber oft gleichbedeutend verwendet. Um dem Rechnung zu tragen, wird für Salben im pharmazeutischen Sinne (wasserfrei) manchmal auch der Begriff Fettsalbe verwendet.
Cremes werden manchmal umgangssprachlich auch als Lotionen bezeichnet. Diese sind jedoch etwas dünnflüssiger, weshalb man für diese auch die Bezeichnung Hautmilch (z. B. „Sonnenmilch“) findet.

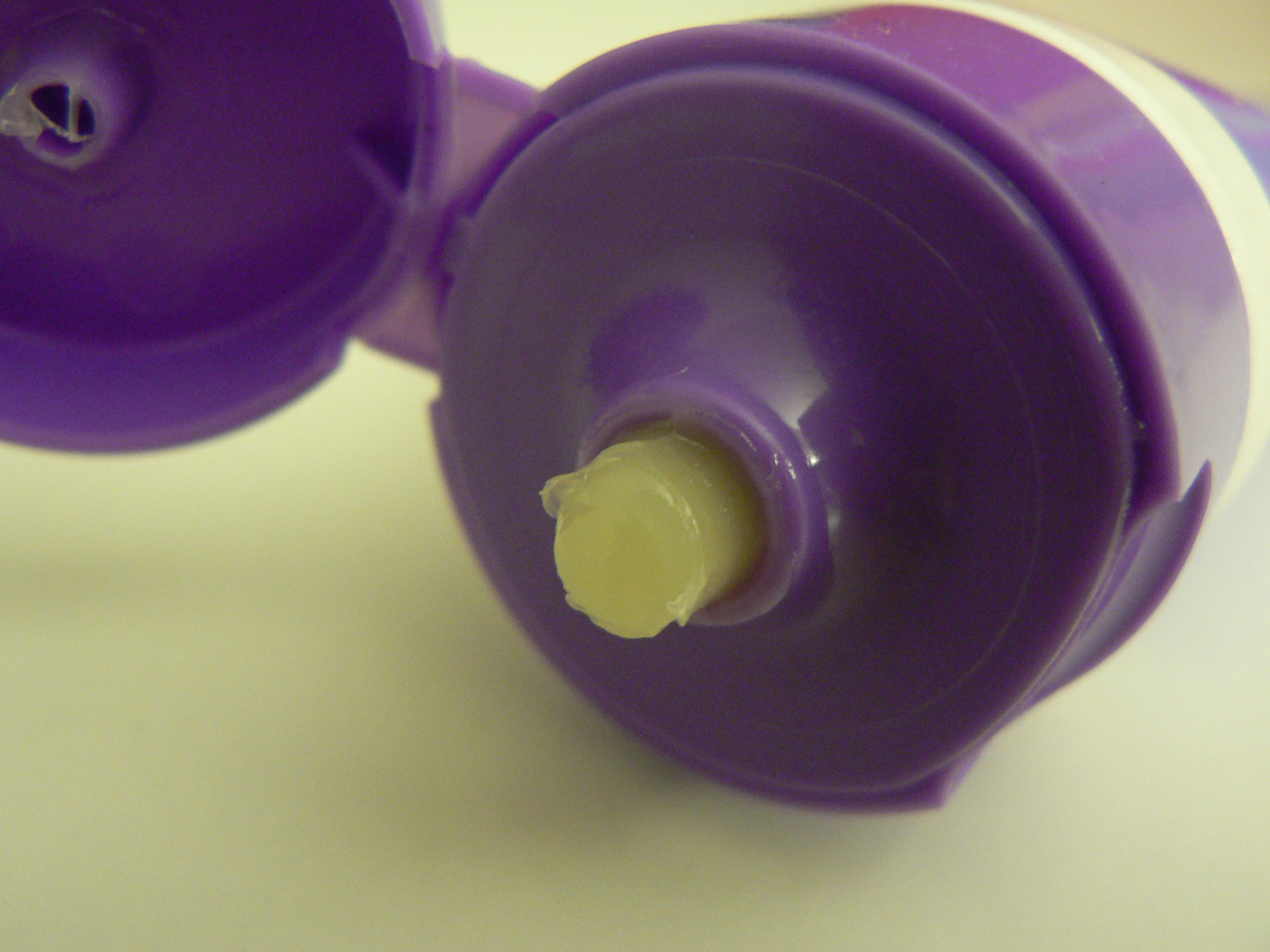
Salbe
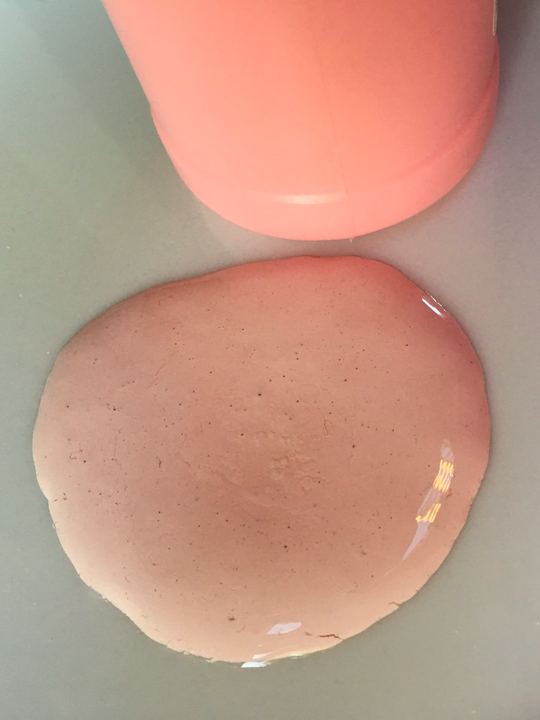
Lotion

## Geschichte

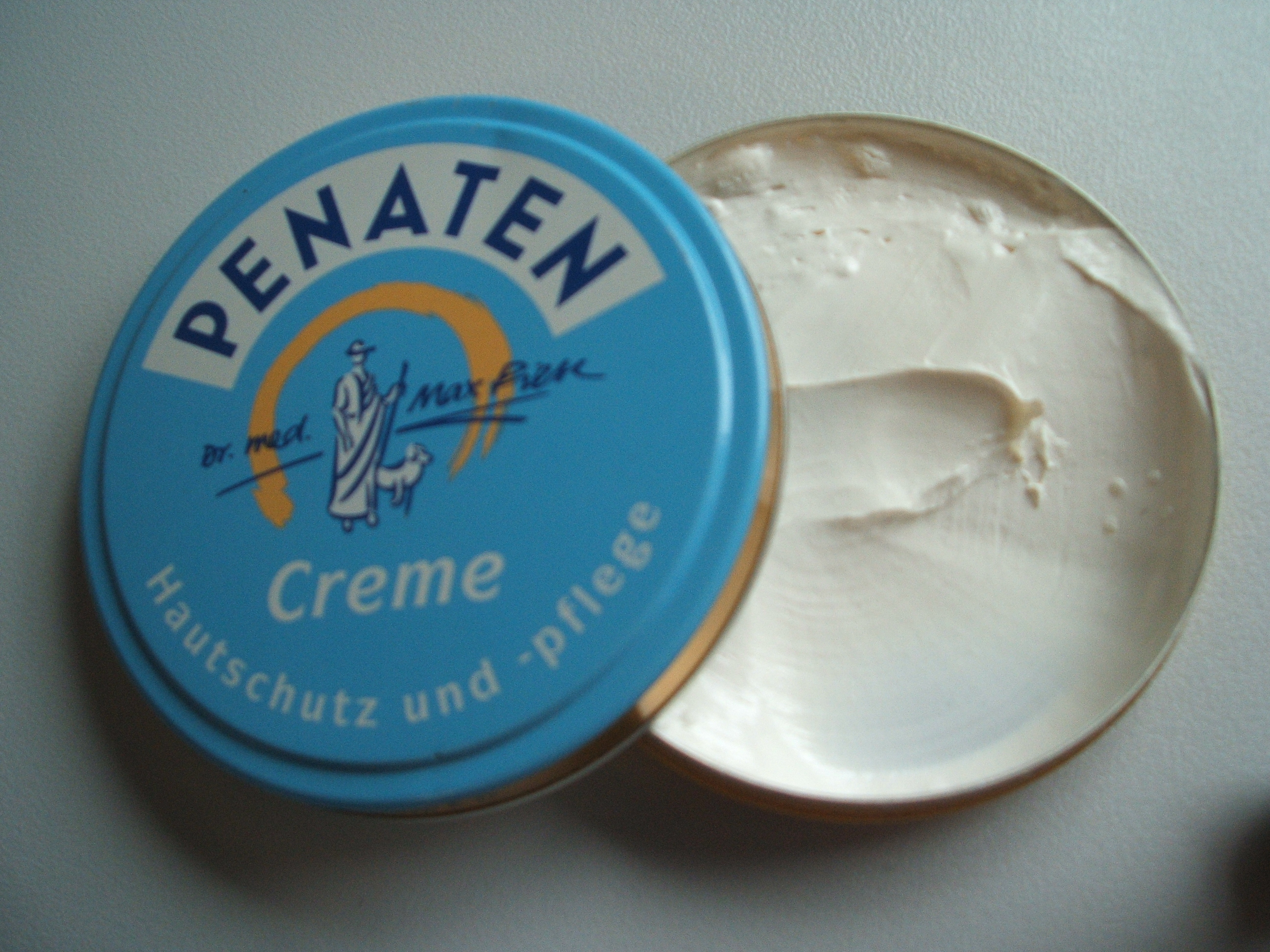
Zinkoxid trägt zur pastösen Konsistenz der Penaten-Creme bei

Vor 1911 enthielten Cremes und andere kosmetische Produkte tierische Fette, diese zersetzten sich jedoch und wurden ranzig. Die bisher älteste aus Europa erhaltene kosmetische Creme stammt aus einer dem gallorömischen Gott Mars/Camulos geweihten Tempelanlage aus der Zeit um 150 n. Chr., die 2003 bei einer baubegleitenden archäologischen Ausgrabung in Southwark, London gefunden wurde. Das Gefäß mit der sehr gut erhaltenen Creme, auf deren Oberfläche noch Streichspuren von Fingern erhalten sind, wurde dort höchstwahrscheinlich als Opfergabe niedergelegt. Chemische Analysen ergaben, dass sie überwiegend aus tierischem Fett, wahrscheinlich von Rindern oder Schafen, Stärke und Zinnoxid in Form von Kassiterit besteht. Es handelt sich um eine gut deckende Creme, die nach Auftragen auf die Haut gut einzieht und anschließend den Teint fein hell abtönt, wie es für Damen der römischen Welt damals Mode war.

Die klassische Nivea ist eine lipophile Creme

1890 kaufte Oscar Troplowitz das Unternehmen Beiersdorf in Hamburg.
1911 entwickelte er mit dem Chemiker Isaac Lifschütz und dem Dermatologen Paul Unna die erste Wasser-in-Öl-Emulsion zur Hautpflege. Lifschütz verwendete Wollwachsalkohole (Eucerit) als Emulgator. Beiersdorf gab dieser Creme den Namen Nivea (lat. nix, Genitiv nivis = Schnee).

## Funktion und Verwendung
Lipophile Cremes vom W/O-Typ ziehen rasch durch die hydrophoben Hautschichten in die Haut ein. Sie haben einen leichten Okklusionseffekt, da die äußere, ölige Phase einen Film auf der Haut ausbildet. Die Wasserabgabe (Verdunstung) über die Haut wird gehemmt, in Folge wird das Austrocknen verhindert und die obersten Hautschichten quellen durch die Wasseranreicherung auf. W/O-Cremes werden bevorzugt für die Pflege sebostatischer („trockener“) Haut verwendet.
Hydrophile Cremes vom O/W-Typ bewirken eine geringere Hautfettung und werden daher eher zur Pflege der seborrhoischen („fettigen“) Haut eingesetzt. Im Gegensatz zu den Cremes vom W/O-Typ sind sie nicht okklusiv, sondern unterstützen das Wasserbindevermögen der Haut durch die Zufuhr von feuchtigkeitsbindenden Substanzen wie etwa Glycerin, Milchsäure oder Harnstoff. Hingegen kann eine ungünstige Zusammensetzung über verstärkte Wasserverdunstung („Dochteffekt“) ein Austrocknen der Haut begünstigen.
Neben der rein pflegenden Hautcreme, die je nach Bedarf entweder vom lipophilen oder hydrophilen Typ sein kann, gibt es Cremes mit speziellen Funktionen, die durch das Einarbeiten entsprechender Stoffe erreicht werden. So etwa die Sonnencreme, in die ein UV-Lichtschutz eingearbeitet ist; die Hautschutzcreme, die durch Zusatz von Silikonöl (Dimeticon) vor aggressiven Stoffen (z. B. Putzmittel, spezielle gewerbliche Stoffe) schützt; oder die Babycreme, die durch den Gehalt an Zinkoxid eine besondere Schutzwirkung für die Haut im Windelbereich erhält. „Anti-Aging-Cremes“ enthalten Substanzen, die einer vorzeitigen Hautalterung vorbeugen sollen. Cremes werden nicht nur im kosmetischen Bereich, sondern auch als Grundlage für auf die Haut aufzubringende Arzneistoffe verwendet.

## Ausgangsstoffe in der Cremeherstellung
Typische Bestandteile der lipophilen Phase sind die auf Kohlenwasserstoffen („Mineralöl“) basierenden Paraffine oder synthetische Glyceride. Auch pflanzliche Fette und Öle (Kakaobutter, Mandelöl, Erdnussöl u. a.) und tierische Wachse (Wollwachs, Bienenwachs) werden eingesetzt. Teilweise werden chemisch modifizierte Öle (hydriertes Rizinusöl, hydriertes Sojaöl) wegen ihrer besseren Haltbarkeit und Konsistenz verwendet. Um die emulsionsartigen Cremestrukturen zu stabilisieren, setzt man Emulgatoren zu: je nachdem entweder vom O/W-Typ (Polysorbate, Macrogolether, Fettalkoholsulfate u. a.) oder vom W/O-Typ (Wollwachsalkohole (Eucerit), Sorbitanfettsäureester, Monoglyceride).
Cremes mit hohem Wasseranteil, insbesondere auch O/W-Cremes, sind anfällig gegenüber dem mikrobiellen Verderb und müssen daher konserviert werden (Sorbinsäure, Parabene). Cremes können ferner Antioxidantien (Butylhydroxytoluol, α-Tocopherol) enthalten, um entsprechend empfindliche Bestandteile vor der Oxidation durch den Luftsauerstoff zu bewahren.
Weiterhin können Cremes Feuchthaltemittel, Konsistenzverbesserer, Spreitverbesserer und Parfümstoffe enthalten.
Die eingesetzten Inhaltsstoffe sind heute auf den Packungen der kosmetischen Produkte entsprechend einer internationalen Richtlinie (INCI) angegeben.

## Marken
Die ältesten und in Deutschland bekanntesten Marken für Hautcremes sind „Nivea-Creme“, „Penaten“ und „Florena“. Im Laufe der Zeit entwickelten sich ganze Pflegeserien um das Hauptprodukt „Hautcreme“.

## Einzelbelege
1. 1 2 3 4 5  Rudolf Voigt, bearbeitet von Alfred Fahr: Pharmazeutische Technologie Deutscher Apotheker Verlag. 11. Auflage. Stuttgart 2010, ISBN 978-3769250039, S. 385 ff., S. 391 ff.
2. 1 2  K.H. Bauer, K.-H. Frömming, C. Führer: Pharmazeutische Technologie. 2. Auflage, Thieme Verlag (1989), S. 311 ff., S. 324.
3. ↑  A. N. Martin, J. Swarbrick und A. Cammarata, hrsg. u. vollst. überarb. von H. Stricker:  Physikalische Pharmazie. Pharmazeutisch angewandte physikalisch-chemische Grundlagen. Martin · Swarbrick · Cammarata.  WVG Stuttgart, 1987, S. 527.
4. ↑  Emulsionstypen, mit einem anschaulichen Foto, wie sich eine O/W- und eine W/O-Emulsion auf der Haut verhalten, 19. Dezember 2018.
5. ↑  Europäisches Arzneibuch 10.0. Deutscher Apotheker Verlag, 2020, ISBN 978-3-7692-7515-5, S. 1387.
6. ↑  2,000-year-old roman face cream with visible, ancient fingermarks. In: Museum Of Artifacts. Archiviert vom Original (nicht mehr online verfügbar) am 23. Dezember 2020; abgerufen am 24. Dezember 2020 (englisch).  Info: Der Archivlink wurde automatisch eingesetzt und noch nicht geprüft. Bitte prüfe Original- und Archivlink gemäß Anleitung und entferne dann diesen Hinweis.
7. ↑  C. zu Putlitz: Hautpflegemittel – Tradition und Trends, Praxis der Naturwissenschaften, Chemie, 6/2006, S. 2 ff.
8. ↑  vgl. mit  Kosmetika – Inhaltsstoffe – Funktionen. (Memento des Originals vom 23. November 2010 im Internet Archive)  Info: Der Archivlink wurde automatisch eingesetzt und noch nicht geprüft. Bitte prüfe Original- und Archivlink gemäß Anleitung und entferne dann diesen Hinweis. Industrieverband Körperpflege und Waschmittel e. V. (PDF; 1,1 MB).